# Wolfgang Harich
Wolfgang Harich (Königsberg, 3 de dezembro de 1923 – Berlim, 21 de março de 1995) foi um filósofo e jornalista da Alemanha Oriental.
Durante a II Guerra Mundial desertou do Exército Alemão e se tornou membro do Partido Socialista Unificado da Alemanha  (SED,Comunista), tornando-se professor de filosofia na Universidade Humboldt, antiga República Democrática Alemã, em 1949. Em 1956 foi preso e sentenciado a 10 anos de prisão por "organização de atividades contra-revolucionárias". Foi libertado em 1964, depois de cumprir oito anos de sua sentença e reabilitado em 1990, em um dos últimos atos governamentais da Alemanha Oriental antes de sua dissolução.. Em 1994 se filiou ao Partido do Socialismo Democrático, PDS, na Alemanha reunificada.

## Vida
Wolfgang Harich nasceu em Königsberg, na Prússia Oriental, em 09 de novembro de 1923, em uma família culta e rica. Seu pai era o escritor Walter Harich e sua mãe, Anne-Lise Wyneken, filha do empresário Alexander Wyneken, editor-chefe do jornal Königsberger Allgemeine Zeitung.
Na Alemanha Oriental do pós-guerra, W. Harich se tornou precocemente uma das vozes mais fortes no debate político do país. Estudou na Universidade Humboldt de Berlim onde se graduou e, posteriormente, assumiu um posto de professor de filosofia.
Em meados dos anos 50, fundou, junto com o professor, colega e amigo, Ernst Bloch, a Deutsche Zeitschrift für Philosophie, Revista Alemã de Filosofia, que logo adquiriu uma certa importância no debate filosófico marxista de lingua alemã.
Em novembro de 1956 foi preso e em 1957 foi condenado a 10 anos de prisão por organizar, segundo a visão dos dirigentes do SED, uma conspiração para derrubar o regime.
Foi sepultado nos Friedhöfe vor dem Halleschen Tor em Berlim.